# برشاوشان إصبعي
برشاوشان إصبعي (الاسم العلمي:Adiantum digitatum) هو نوع من النباتات يتبع جنس البرشاوشان من الفصيلة الديشارية.